# 미스코리아 전북
미스코리아 전북(미스 전북)은 1971년부터 시작된 미스코리아의 전북특별자치도 지역 대회이다. 진, 선 입상자에게는 본선에 진출 할 수 있는 기회가 주어진다. 선 2명 중 한명이 본선대회에서 미로 출전하게 된다.

## 입상자
| 연도   |                          | 진 (眞)                  | 선 (善)                  | 미 (美) |
| ------ | ------------------------ | ------------------------ | ------------------------ | ------- |
| 1971년 | 정선옥                   |                          | 김현자                   |         |
| 1972년 | 정금옥                   |                          | 권석원                   |         |
| 1973년 | 김종금                   | 강복주                   | 오영희                   |         |
| 1974년 | 심경숙                   | 박미숙                   | 김경옥                   |         |
| 1976년 | 배진희                   |                          |                          |         |
| 1978년 | 채정숙                   | 정혜란 · 탁윤희          | 박명희                   |         |
| 1979년 | 송미화                   | 나종임                   | 안효숙                   |         |
| 1980년 | 김현옥                   | 정나영                   | 이경숙                   |         |
| 1981년 | 문진옥                   | 김소형 · 유미영          |                          |         |
| 1982년 | 김진희                   | 정진숙                   | 안숙경                   |         |
| 1983년 | 오숙희                   | 이숙                     | 김승희                   |         |
| 1984년 | 임지연                   | 오정신                   |                          |         |
| 1985년 | 배영란                   |                          | 양혜숙                   |         |
| 1986년 | 김경수                   | 김은실                   | 최은경                   |         |
| 1987년 | 서인숙                   | 최봉선                   | 김은아                   |         |
| 1988년 | 최예숙 · 최진아          |                          | 노민경                   |         |
| 1989년 | 장영희                   | 김수정 · 김창희          | 강화연                   |         |
| 1990년 | 이미선                   | 임수란                   | 박성희, 이순이, 김진아   |         |
| 1991년 | 이정화                   | 소영경                   | 조민정                   |         |
| 1992년 | 권의정                   | 이윤화                   | 김미희                   |         |
| 1993년 | 신세영                   | 권은선                   | 이애희                   |         |
| 1994년 | 김정숙                   | 윤은주                   | 김미숙                   |         |
| 1995년 | 박지현                   | 박혜자                   | 김지은                   |         |
| 1996년 | 김승이                   | 김형민                   | 임숙현                   |         |
| 1997년 | 이경미 (이지효)          | 윤소원                   |                          |         |
| 1998년 | 이지은                   | 김건우                   | 최윤희                   |         |
| 1999년 | 박미화                   | 서고운                   | 소은정                   |         |
| 2000년 | 이가혜                   | 신정선 · 김용순          | 표정란 · 김미영 · 황태경 |         |
| 2001년 | 표정란                   | 임주영 · 김미영          | 유아진 · 최세라 · 백진숙 |         |
| 2002년 | 소리라                   | 이민경 · 백진숙          | 배윤정 · 장한화 · 이수진 |         |
| 2003년 | 박지예                   | 이수진 · 김한나          | 박서희 · 송리라 · 신상미 |         |
| 2004년 | 주은수                   | 이윤미 · 김나리          | 송혜연 · 권새롬 · 이연   |         |
| 2005년 | 권안나                   | 김일란 · 조혜진          | 김미혜 · 김미선 · 정안나 |         |
| 2006년 | 김해린                   | 이은정 · 신보라          | 임아름 · 김유진 · 이근화 |         |
| 2007년 | 김유미                   | 문원영 · 박진희          | 박혜은 · 한아름 · 강화정 |         |
| 2008년 | 김희경                   | 김보람 · 김다인          | 최리나 · 송미림 · 음소희 |         |
| 2009년 | 차예린                   | 권하나 · 음소희          | 이수진 · 정아름 · 최소담 |         |
| 2010년 | 이귀주                   | 이소민 · 강승아          | 김세미 · 김아름 · 임가람 |         |
| 2011년 | 김영은                   | 백미희 · 정누리          | 김정희 · 김보라 · 임희선 |         |
| 2012년 | 이눈솔                   | 김성실 · 조수연          | 곽민채 · 조진희 · 노유윤 |         |
| 2013년 | 이상은                   | 송슬기 · 최규리          | 정혜원 · 김명선 · 전선진 |         |
| 2014년 | 김세정                   | 김하정 · 김명선          | 구지영 · 최재연 · 정다영 |         |
| 2015년 | 김예린 · 소아름 · 염지영 | 김예린 · 소아름 · 염지영 | 김예린 · 소아름 · 염지영 |         |
| 2016년 | 임송희                   | 김동희, 장현옥           |                          |         |
| 2017년 | 임유나                   | 문한솔, 박은희           |                          |         |
| 2018년 | 윤이지                   | 진혜련                   | 이주현                   |         |
| 2019년 | 김희지                   | 김은진                   | 문혜진                   |         |
| 2020년 | 김혜진                   | 도현희                   | 이태리                   |         |
| 2021년 | 김주경                   | 주혜빈                   | 문진희                   |         |

- 1975년, 1977년에는 미스 전북을 선발하지 않았다.
- 2015년에는 미스 광주-전남, 미스 제주와 통합하여 선발하였다.

## 역대 참가자 사진

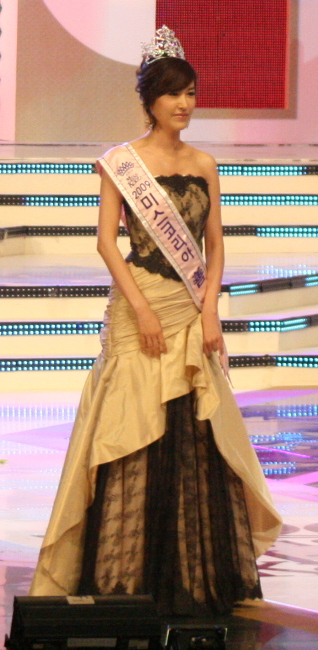
2009년 미스 전북 진 차예린, 2009년 미스코리아 선
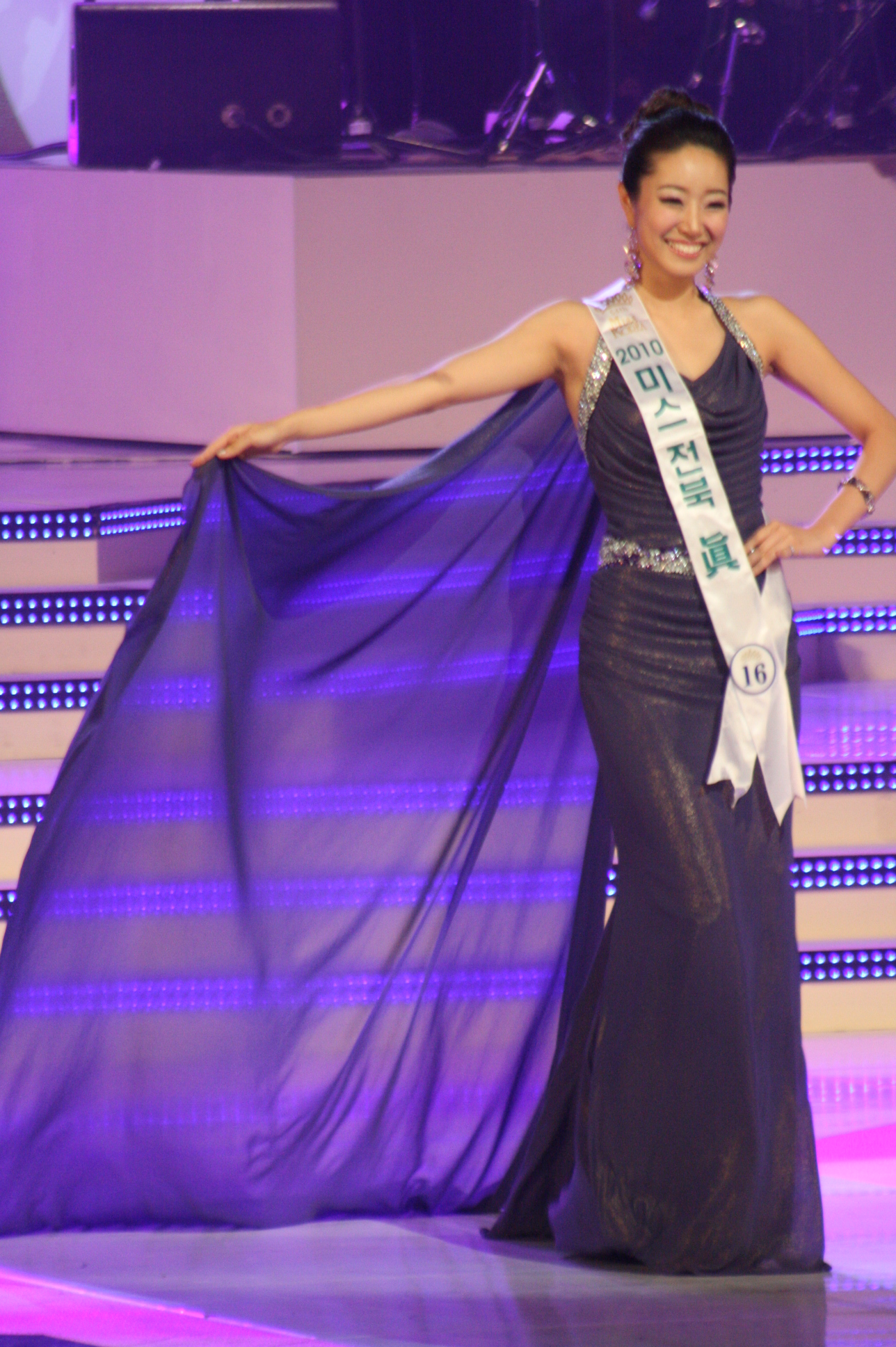
2010년 미스 전북 진 이귀주, 2010년 미스코리아 미
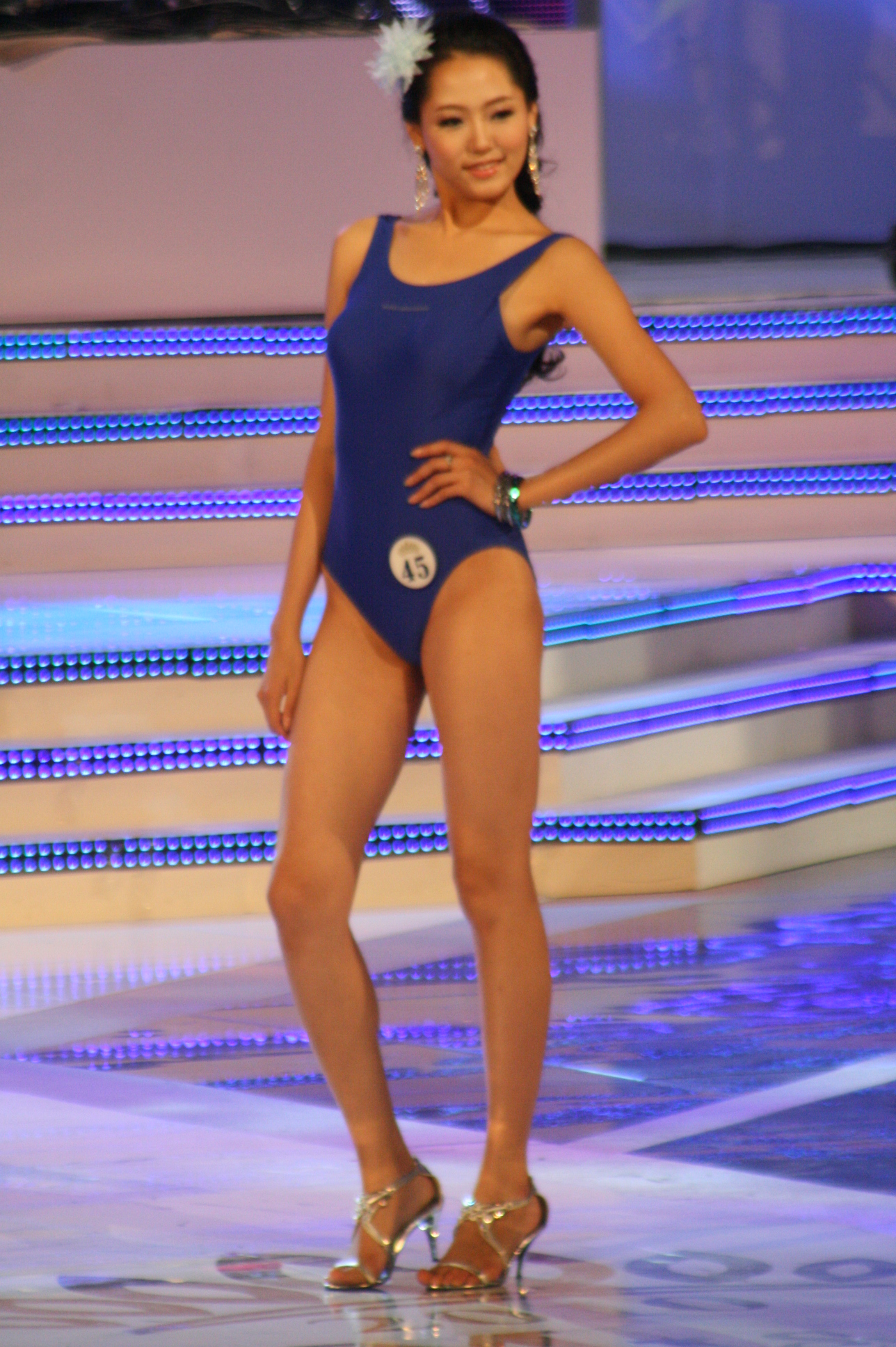
2010년 미스 전북 선 강승아, 2010년 미스코리아 후보
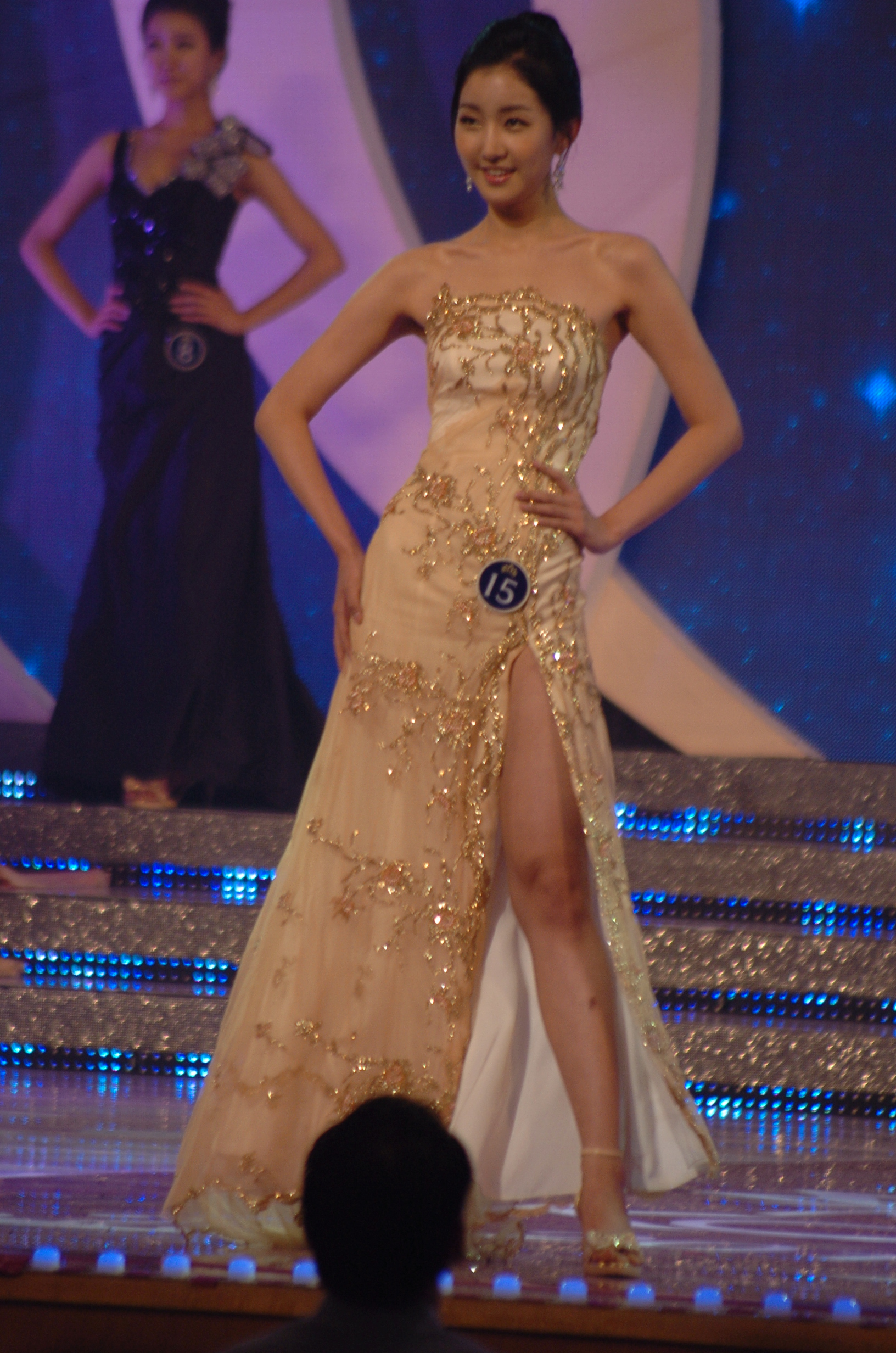
2011년 미스 전북 전북일보 & 2012년 미스 전북 진 이눈솔, 2012년 미스코리아 후보
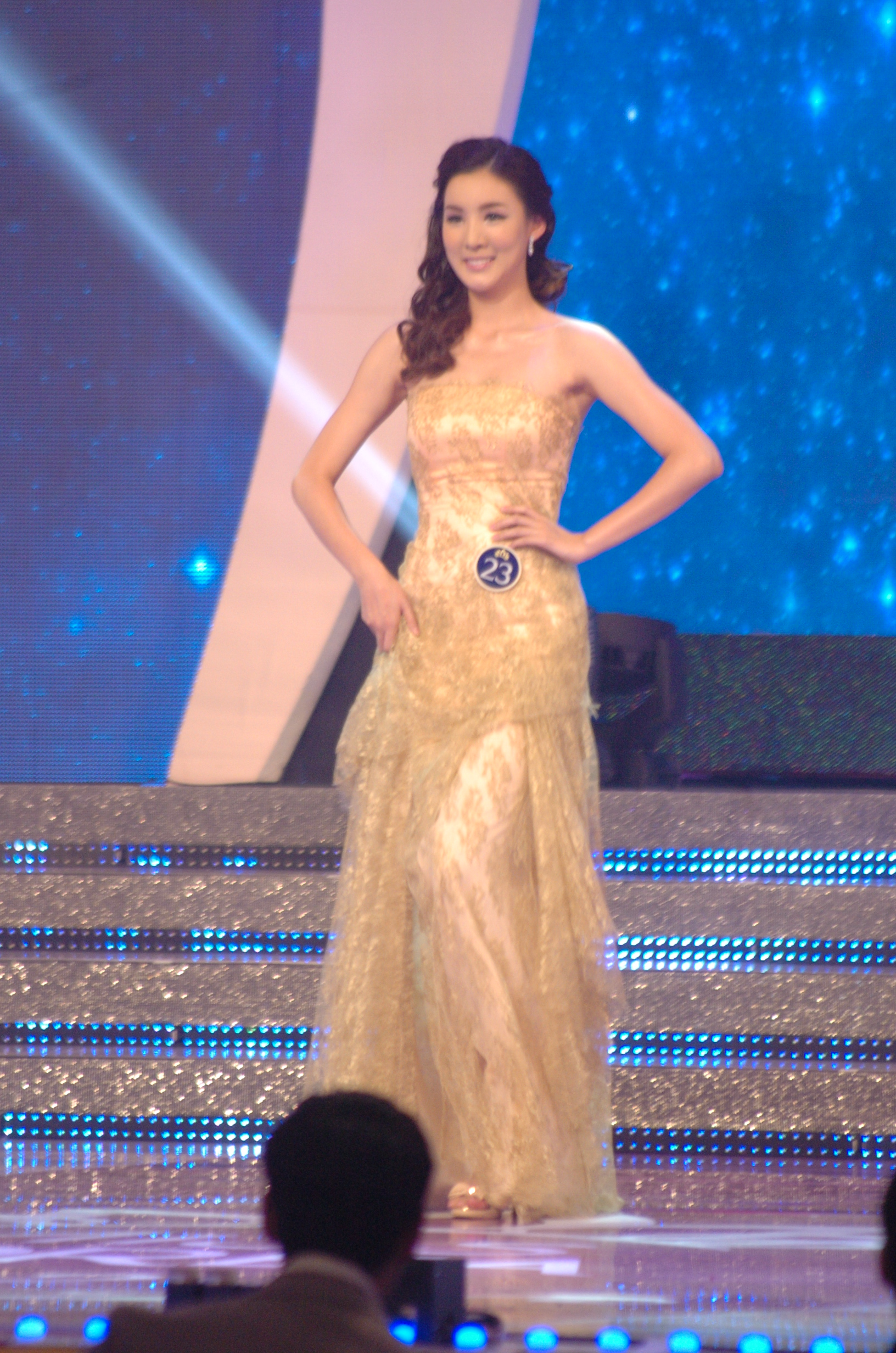
2011년 미스 전북 재능상 이주원
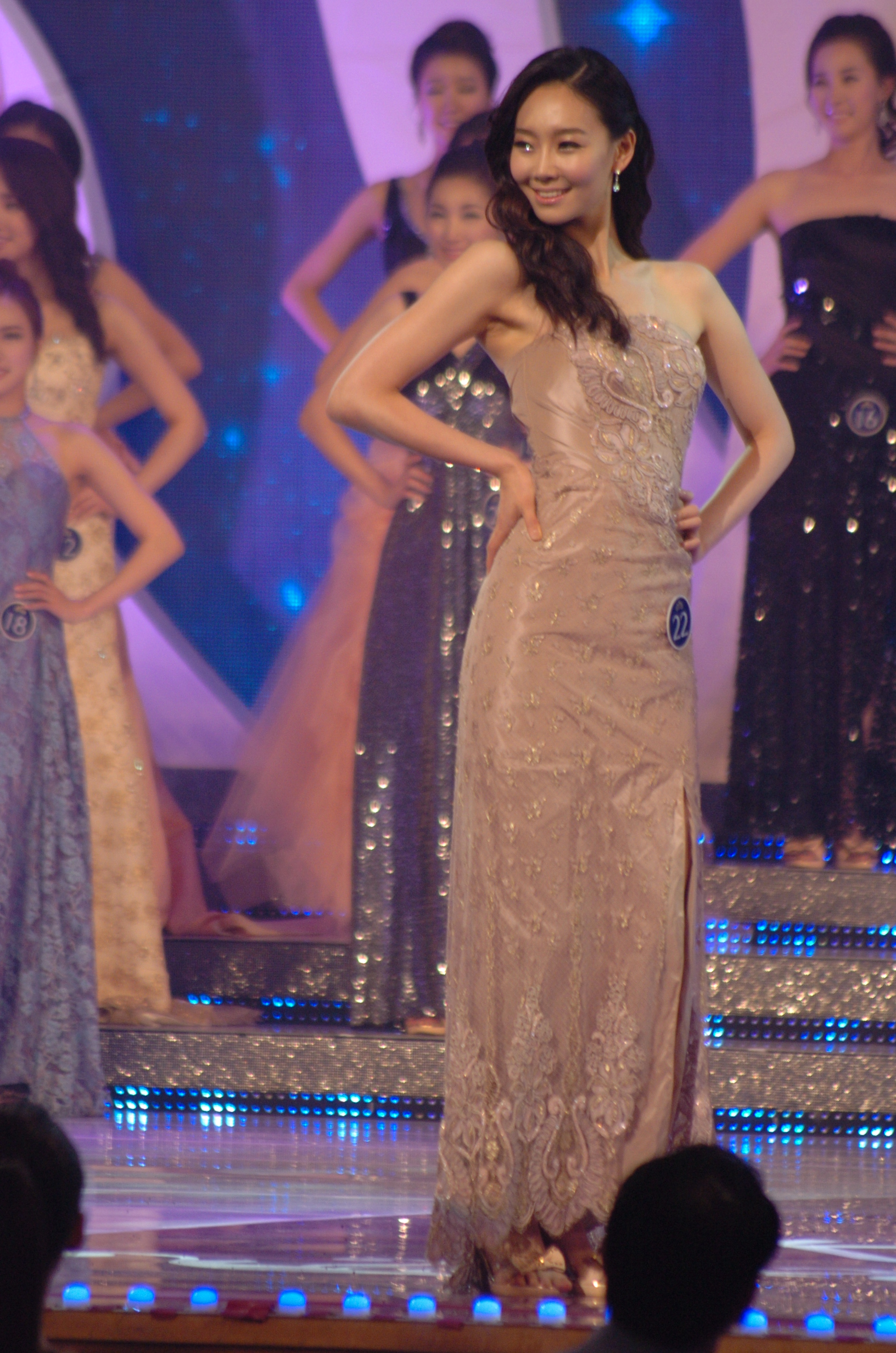
2012년 미스 전북 선 김성실, 2012년 미스코리아 후보
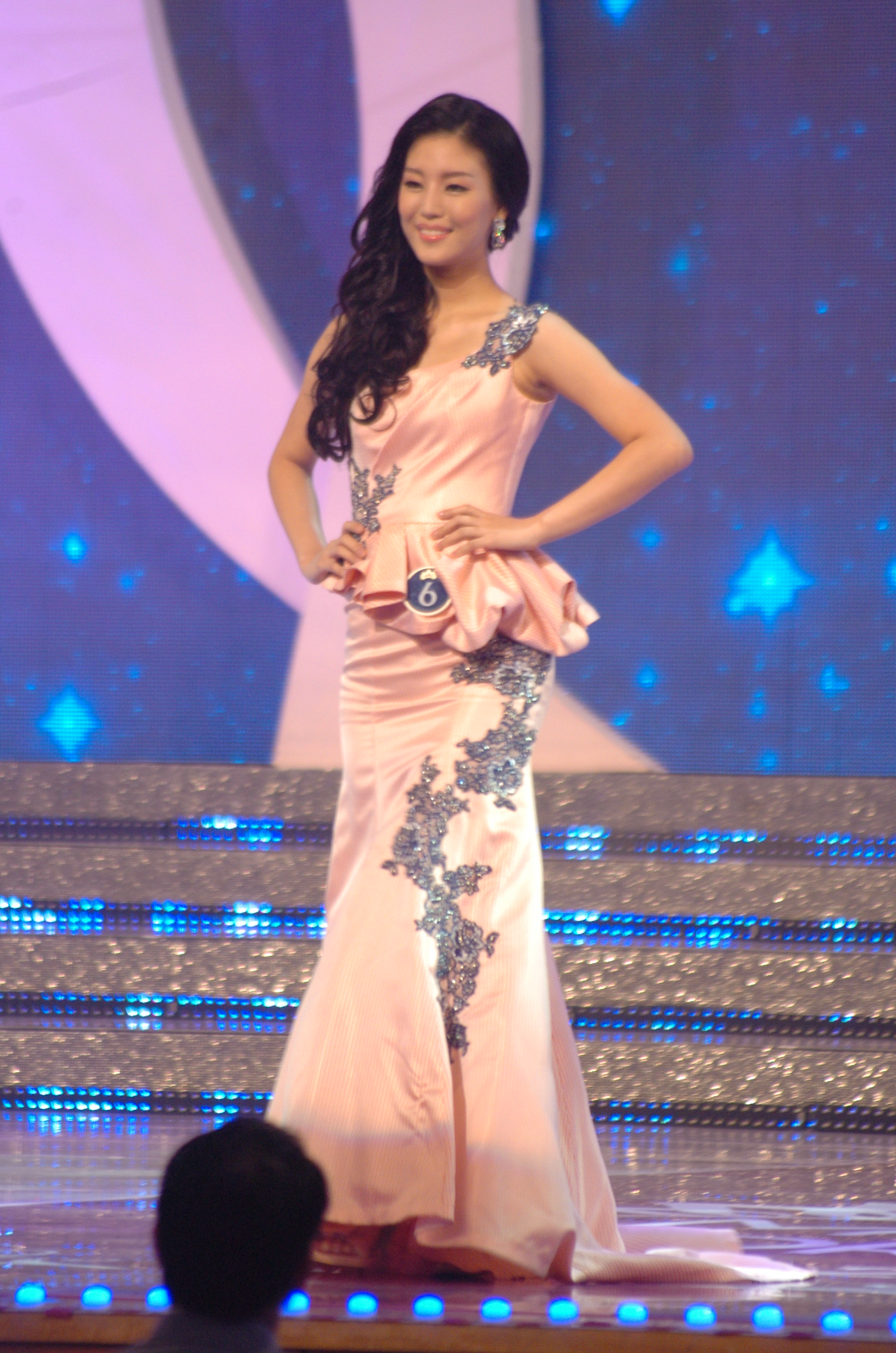
2012년 미스 전북 선 조수연, 2012년 미스코리아 후보
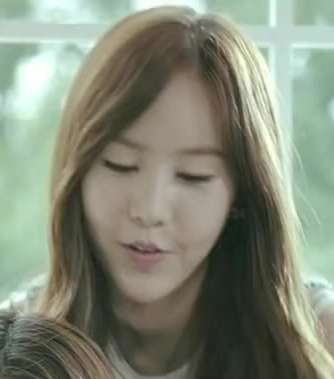
2013년 미스 전북 진 빛나(이상은), 2013년 미스코리아 후보
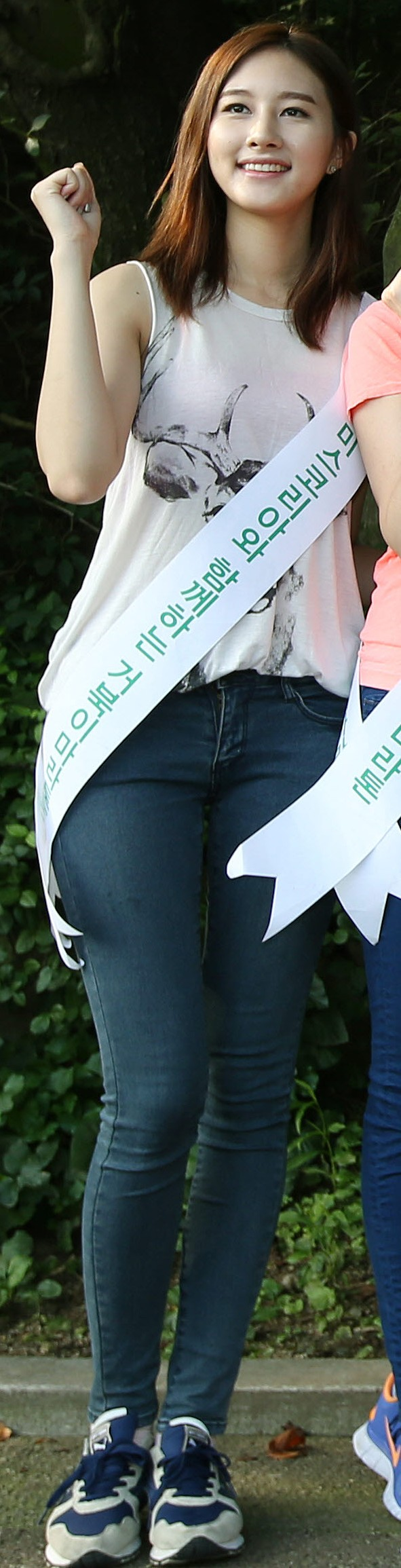
2013년 미스 전북 미 & 2014년 미스 전북 선 김명선, 2014년 미스코리아 미